# Anna Kisielnicka-Kossak

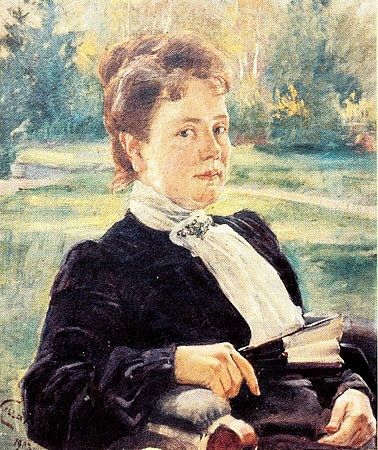
Portret Anny z Kisielnickich, Wojciech Kossak, 1903

Anna Kisielnicka-Kossak, także Anna z Kisielnickich Tadeuszowa Kossakowa herbu Topór (ur. 24 lipca 1863 w Korzenistem, zm. 8 października 1944 w Warszawie) – polska szlachcianka, żona majora kawalerii Tadeusza Kossaka, matka pisarki Zofii Kossak-Szczuckiej.

## Życiorys
Urodziła się 24 lipca 1863 w Korzenistem w rodzinie ziemiańskiej Witolda Kisielnickiego z Kisielnicy herbu Topór (1829–1865) oraz Jadwigi Dunin z Brzezinki herbu Łabędź (1833–1888). Około roku 1880 wyszła za mąż za oficera Armii Imperium Rosyjskiego Tadeusza Kossaka herbu Kos. Ślub odbył się w Korzenistem. Kossakowie najpierw mieszkali na Kresach Wschodnich, gdzie przyszły na świat ich dzieci: Zofia (ur. 1889) oraz Stefan (ur. i zm. 1891). W 1922 Kossakowie przeprowadzili się na Śląsk Cieszyński, do Górek Wielkich. Małżonkowie wydzierżawili od Skarbu Państwa stary dwór Marklowskich razem z majątkiem. Po wygraniu przetargu stali się jego właścicielami. W 1923 do małżeństwa dołączyła ich córka Zofia z synami. Kossakowie rozwinęli w Górkach hodowlę koni i krów, które sprowadzono ze Szwajcarii. W ich dworze gościli przedstawiciele międzywojennego polskiego świata kultury: Jan Parandowski, Maria Dąbrowska, Jan Sztaudynger, Melchior Wańkowicz, Wojciech Kossak, Maria Pawlikowska-Jasnorzewska, Magdalena Samozwaniec, Jadwiga Witkiewiczowa z mężem Stanisławem Ignacym Witkiewiczem. W 1935 zmarł mąż Anny Tadeusz Kossak. Anna Kisielnicka zmarła w Warszawie 8 października 1944. Pochowana na dziedzińcu szpitala, a następnie na warszawskich Powązkach. 15 marca 2005 urna z jej prochami spoczęła w grobie męża Tadeusza Kossaka na cmentarzu w Górkach Wielkich. Mówi o tym tablica umieszczona na grobie.
W 1993 z Muzeum Zofii Kossak-Szatkowskiej w Górkach Wielkich skradziono portret Anny Kisielnickiej-Kossak pędzla Wojciecha Kossaka.